# Edward Montagu, 3.º Conde de Sandwich
Edward Montagu, 3.º Conde de Sandwich (Londres, 10 de abril de 1670 – 20 de outubro de 1729) nasceu em Burlington House, um famoso palácio londrino. Filho de Edward Montagu, 2.º Conde de Sandwich com Lady Ann Boyle. Em 8 de julho de 1689, casou-se com Elizabeth Wilmot, filha de John Wilmot, 2.º Conde de Rochester e Elizabeth Malet. Tiveram dois filhos: Elizabeth, que morreu ainda criança, e Edward Richard Montagu, Visconde de Hinchinbroke (7 de julho de 1692 – 3 de outubro de 1722).